# Green Wing
Green Wing è una serie televisiva britannica in 17 episodi (più uno speciale) trasmessi per la prima volta nel corso di 2 stagioni dal 2004 al 2007.
È una sitcom incentrata sulle vicende del personale dell'East Hampton Hospital, una struttura ospedaliera inglese. La serie andò in onda nel Regno Unito tra il 3 settembre 2004 e il 19 maggio 2006; un episodio speciale di 90 minuti fu prodotto dopo il termine della seconda stagione, andato in onda il 4 gennaio 2007 nel Regno Unito.

## Personaggi e interpreti
- Kim Alabaster (18 episodi, 2004-2006), interpretata da Sally Bretton.
- Boyce (18 episodi, 2004-2006), interpretato da Oliver Chris.
- Harriet Schulenburg (18 episodi, 2004-2006), interpretata da Olivia Colman.
- Sue White (18 episodi, 2004-2006), interpretata da Michelle Gomez.
- Dottor Caroline Todd (18 episodi, 2004-2006), interpretato da Tamsin Greig.
- Joanna Clore (18 episodi, 2004-2006), interpretata da Pippa Haywood.
- Dottor Alan Statham (18 episodi, 2004-2006), interpretato da Mark Heap.
- Naughty Rachel (18 episodi, 2004-2006), interpretata da Katie Lyons.
- Dottor Guilaume Secretan (18 episodi, 2004-2006), interpretato da Stephen Mangan.
- Karen Ball (18 episodi, 2004-2006), interpretata da Lucinda Raikes.
- Dottor Macartney (18 episodi, 2004-2006), interpretato da Julian Rhind-Tutt.
- Dottor Martin Dear (18 episodi, 2004-2006), interpretato da Karl Theobald.
- Dottoressa Angela Hunter (13 episodi, 2004-2006), interpretata da Sarah Alexander.
- Lyndon (9 episodi, 2004-2006), interpretato da Paterson Joseph.
- Oliver (8 episodi, 2004-2006), interpretato da Keir Charles.
- Jake (5 episodi, 2006), interpretato da Darren Boyd.
- Holly Hawkes (4 episodi, 2006), interpretato da Sally Phillips.
- C.E.O. (4 episodi, 2004-2006), interpretato da Robert Harley.
- Liam (4 episodi, 2004), interpretato da Oliver Milburn.
- Emmy (4 episodi, 2004), interpretato da Daisy Haggard.
- Studente (3 episodi, 2004), interpretato da Robin Savage.
- Lodger (3 episodi, 2004-2006), interpretato da Oriane Messina.
- Infermiera (3 episodi, 2004-2006), interpretata da Fay Rusling.
- Infermiera (3 episodi, 2004), interpretata da Joyia Fitch.

## Produzione
La serie, ideata da Victoria Pile, fu prodotta da TalkBack Productions e girata nel North Hampshire Hospital di Basingstoke e nel Northwick Park Hospital di Harrow in Inghilterra. Le musiche furono composte da Jonathan Whitehead.

### Registi
Tra i registi della serie sono accreditati:
- Dominic Brigstocke in 18 episodi (2004-2006)
- Tristram Shapeero in 18 episodi (2004-2006)

### Sceneggiatori
Tra gli sceneggiatori della serie sono accreditati:
- Robert Harley in 18 episodi (2004-2006)
- James Henry in 18 episodi (2004-2006)
- Stuart Kenworthy in 18 episodi (2004-2006)
- Oriane Messina in 18 episodi (2004-2006)
- Victoria Pile in 18 episodi (2004-2006)
- Richard Preddy in 18 episodi (2004-2006)
- Fay Rusling in 18 episodi (2004-2006)
- Gary Howe in 17 episodi (2004-2006)

## Distribuzione
La serie fu trasmessa nel Regno Unito dal 3 settembre 2004 al 4 gennaio 2007 sulla rete televisiva Channel 4. In Italia è stata trasmessa dal 3 marzo 2005 su Jimmy, poi in replica su Sky Show nel 2006 e nel 2007 con il titolo Green Wing.
Alcune delle uscite internazionali sono state:
- nel Regno Unito il 3 settembre 2004 (Green Wing)
- in Italia il 3 marzo 2005 (Green Wing)
- negli Stati Uniti il 19 maggio 2005
- in Finlandia il 20 agosto 2005 (Vikatikki)
- in Portogallo il 7 settembre 2005
- in Danimarca (Under kitlen)
- in Grecia (Treles efimeries)

## Episodi
| Stagione         | Episodi | Prima TV UK |
| ---------------- | ------- | ----------- |
| Prima stagione   | 9       | 2004        |
| Seconda stagione | 8       | 2006        |